# Voltaire
François-Marie Arouet (franska: [fʁɑ̃swa maʁi aʁwɛ], mer känd under författarnamnet Voltaire), född 21 november 1694 i Paris, död 30 maj 1778 i Paris, var en fransk författare, deist och upplysningsfilosof. Han skrev skådespel och dikter i enlighet med samtidens preferenser samtidigt som han sågs som en av världslitteraturens skickligaste polemiker. Voltaire anslöt sig till kampen mot religiös intolerans, mot politiskt förtryck, och mot okunnighet och fördomar på alla områden. Han presenterade brittiska vetenskapsmän, som Isaac Newton, för den franska publiken och informerade fransmännen om Englands religionsfrihet, tryckfrihet och styrelsesätt. Han var ledamot av Franska akademien 1746–1778 och en av sin tids mest inflytelserika personer.

## Biografi

### Barn- och ungdom
Voltaire föddes i Paris som François-Marie Arouet, son till juristen François Arouet och dennes adliga hustru Marie-Marguerite Daumart (eller D'Aumard). Voltaires mor dog när han var sju år gammal, år 1701. När han var tio, 1704, blev han skickad till en välkänd jesuitisk skola, Collège Louis-le-Grand, och där blev han kvar till 1711. Trots att Voltaire faktiskt förlöjligade den utbildning han genomgått, utgjorde den ändå basen för hans avsevärda kunskap och troligen grundlades även hans livslånga passion för teater på skolan.
När han vid sjutton års ålder kom hem från skolan med sin examen ville Voltaire börja en karriär som författare, men hans far satte sig emot. Voltaire studerade därför juridik, åtminstone på papperet. Senare låtsades han arbeta på en advokatfirma i Paris medan han i själva verket ägnade sin tid åt att skriva smädedikter. På grund av detta skickade hans far 1714 ut honom på landsbygden på ett år, men inte heller detta fick ynglingen att ägna sig åt sina juridikstudier istället för litteratur.

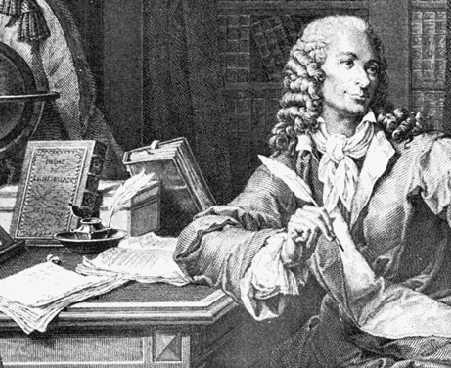
Voltaire vid sitt skrivbord. Gravyr av Baquoy.

Voltaire återvände till Paris vid tiden för Ludvig XIV:s död. Den 16 maj 1717 blev han skickad till Bastiljen, för några satiriska epigram om den dåvarande regenten, Filip II av Orléans. Han satt i fängelset i elva månader. I fängelset skrev han färdigt sin pjäs Oedipe, skrev delar av diktverket Henriaden och beslöt sig för att byta namn. Oedipe uppfördes på Théâtre Français, mottogs väl och framfördes 45 kvällar. Pjäsen gav Voltaire både berömmelse och pengar, som förefaller vara grunden till hans långa serie lyckosamma ekonomiska spekulationer. Sedan han frisläppts från Bastiljen i april 1718 kallade han sig Arouet de Voltaire eller bara Voltaire. Ursprunget till detta namn är omdiskuterat. En åsikt är att Voltaire är en förkortning av ett barnsligt smeknamn, "le petit volontaire". Den vanligaste åsikten är dock att det är ett anagram av en variant av hans namn, Arouet l.j. – Arouet le jeune motsvarande "Arouet d.y." U är i så fall utbytt mot v och j mot i, ett förfarande som var vanligt.

### Exil och politik
Ett gräl med en ung adelsman gjorde att Voltaire 1726 fick gå i exil i England för att slippa fängelse. Händelsen påverkade Voltaire starkt, och gjorde honom till en förespråkare för förändring av det rättsliga systemet. I slutet av 1725 hade Voltaire blivit förolämpad av Guy Auguste de Rohan-Chabot, och svarade slagfärdigt och skarpt. Som hämnd lät Rohan-Chabot flera av sina tjänare klå upp Voltaire, medan han själv såg på. Voltaire utmanade den unge adelsmannen på duell, men familjen Rohan hade försett sig med ett lettre de cachet – en häktningsorder, formellt utfärdad i kungens namn men i realiteten utskriven av en av statssekreterarna eller någon högre polistjänstemän. Systemet var vid denna tid ordentligt missbrukat, då de som stod högst i gunst hos rätt personer kunde skaffa sig sådana arresteringsorder underskrivna in blanco och använda mot den de önskade. Ingen rättegång följde på detta, så den som häktats på grund av ett sådant brev hade ingen chans att försvara sig. Samma morgon som duellen skulle ha ägt rum, den 17 mars 1726, blev Voltaire arresterad och skickad till Bastiljen för andra gången. Han valde att gå i exil i England istället för fängelse i Frankrike.

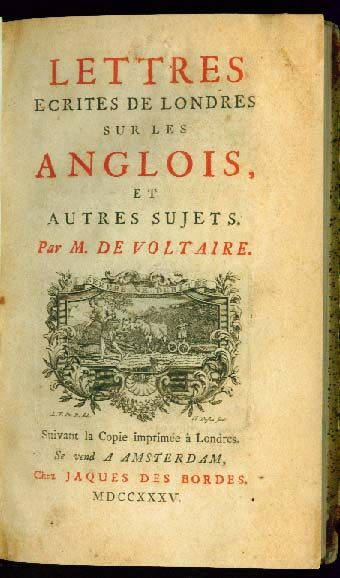
Försättsbladet till Lettres sur les Anglais, tryckt 1735.

I England hade Voltaire lärt känna den brittiske statsmannen och filosofen lord Bolingbroke. Bolingbroke hade väckt Voltaires intresse för filosofi, och fått honom att läsa Newton och Locke. I England upptäckte han även Shakespeares dramatik. Han ägnade stor del av sina tre år i England åt att studera den engelska konstitutionella monarkin och den religionsfrihet som rådde i landet, den filosofiska inriktningen rationalismen och inte minst naturvetenskaperna. Voltaire beundrade den engelska religionsfriheten och yttrandefriheten, och såg dessa som nödvändiga förutsättningar för social och politisk utveckling. I England skrev han färdigt Henriaden, en hjältedikt över den franske kungen Henrik IV, som gavs ut 1728. Diktverket blev mycket uppskattad, men den franske kungen Ludvig XV och kyrkan var mindre förtjusta eftersom Henriaden för religionsfrihetens talan mot religiöst förtryck.
När Voltaire återvände till Frankrike fortsatte han sin litterära karriär. Vid denna tid publicerade han pjäser som Brutus, Zaire och Eriphyle. Karl XII kom ut 1731, och ses utanför Sverige kanske främst som kritik av krig medan den i Sverige ses som en inträngande psykologiskt trovärdig skildring av den svenska kungen Karl XII. 1733 publicerade han Lettres philosophiques sur les Anglais (ungefär "Filosofiska brev om engelsmännen"), där han prisade Englands religiösa och politiska frihet. Detta var en indirekt kritik mot Frankrikes politiska system och mot kyrkan. Boken ansågs ytterst farlig och förbjöds den 10 juni 1734, beslagtogs och brändes. En häktningsorder mot författaren utfärdades och hans hem genomsöktes. Voltaire själv satt tryggt i det då självständiga hertigdömet Lorraine, hos markisinnan, matematikern, fysikern och författarinnan Émilie du Châtelet som han hade ett förhållande med sedan året innan. Han flyttade in i hennes slott i Cirey, på gränsen mellan det franska distriktet Champagne och Lorraine.

## Bibliografi (urval)

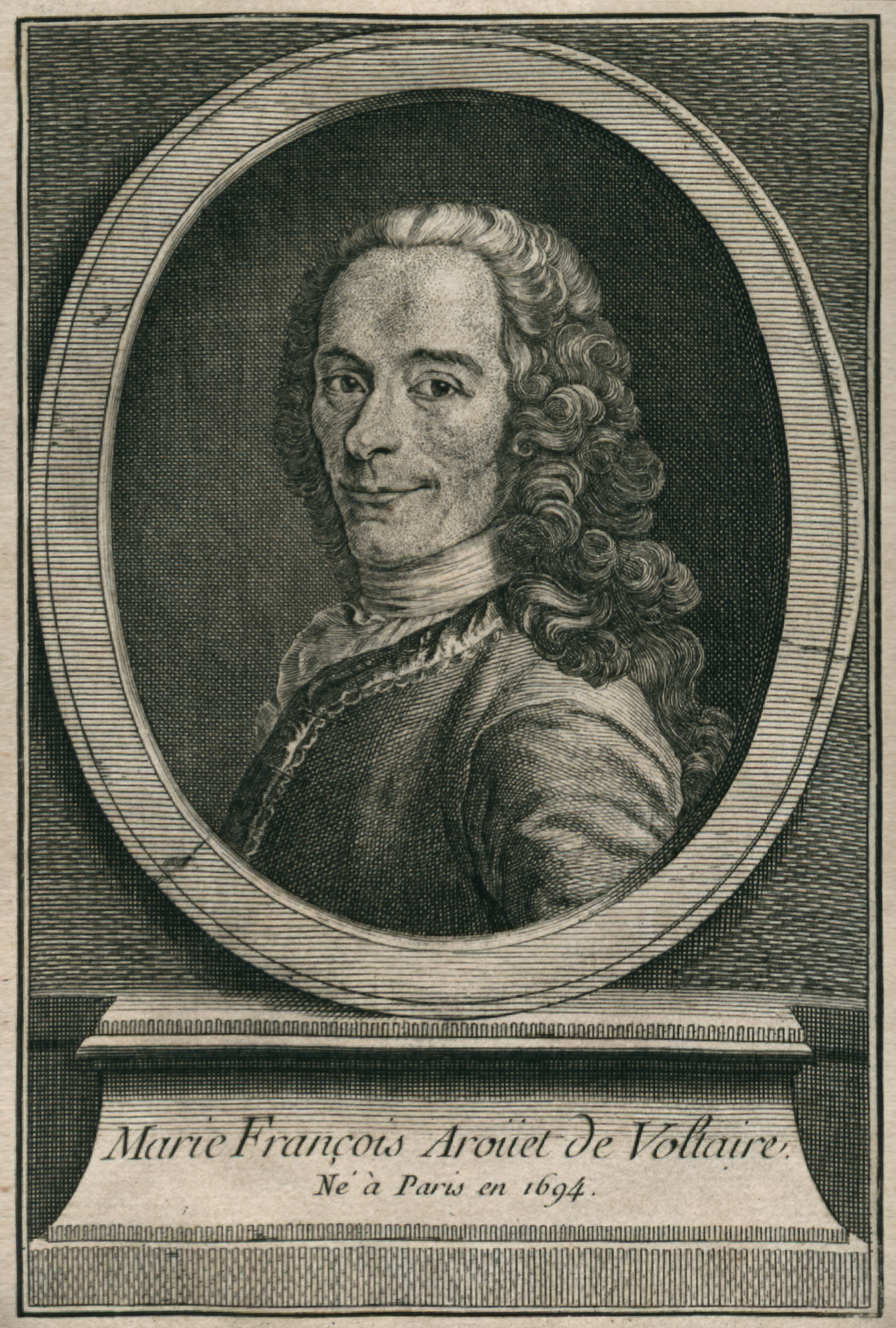
Elémens de la philosophie de Neuton, 1738

### Cirey och Preussen
Voltaire stannade i Cirey hos Émilie du Châtelet i tio år. Slottet renoverades och byggdes om för Voltaires pengar, och blev till hem för Voltaire, madame du Châtelet och tidvis även hennes tolerante make. Madame du Châtelet uppmuntrade Voltaires intresse för naturvetenskap. De gjorde optiska experiment tillsammans och skrev ett verk om Newton och hans arbete, Eléments de la philosophie de Newton. Hans samtid har velat tillskriva Voltaire hela arbetet, men senare forskning har visat att de bägge hade del i verket. Från mars 1735 kunde Voltaire åter fritt vistas i Paris, men han höll sig mest i Cirey. Kring årsskiftet 1736/1737 hamnade Voltaire återigen i blåsväder på grund av dikten Le Mondain där han uttryckt sig respektlöst om Adam och Eva, och tillbringade tre månader i Nederländerna. Väl hemkommen till Cirey ägnade han sig, förutom åt skrivande, åt fysikaliska experiment tillsammans med sin värdinna i det fysiklaboratorium som de inrett i slottet. Under tiden i Cirey skrev Voltaire Discours en vers sur l'homme, pjäsen Aizire och L'enfant prodigue (1736). Här fullbordade han också Pucelle, en satir över Jeanne d'Arcs liv som häcklar religionen och kyrkan, men avstod tills vidare från att publicera den av rädsla för mottagandet.

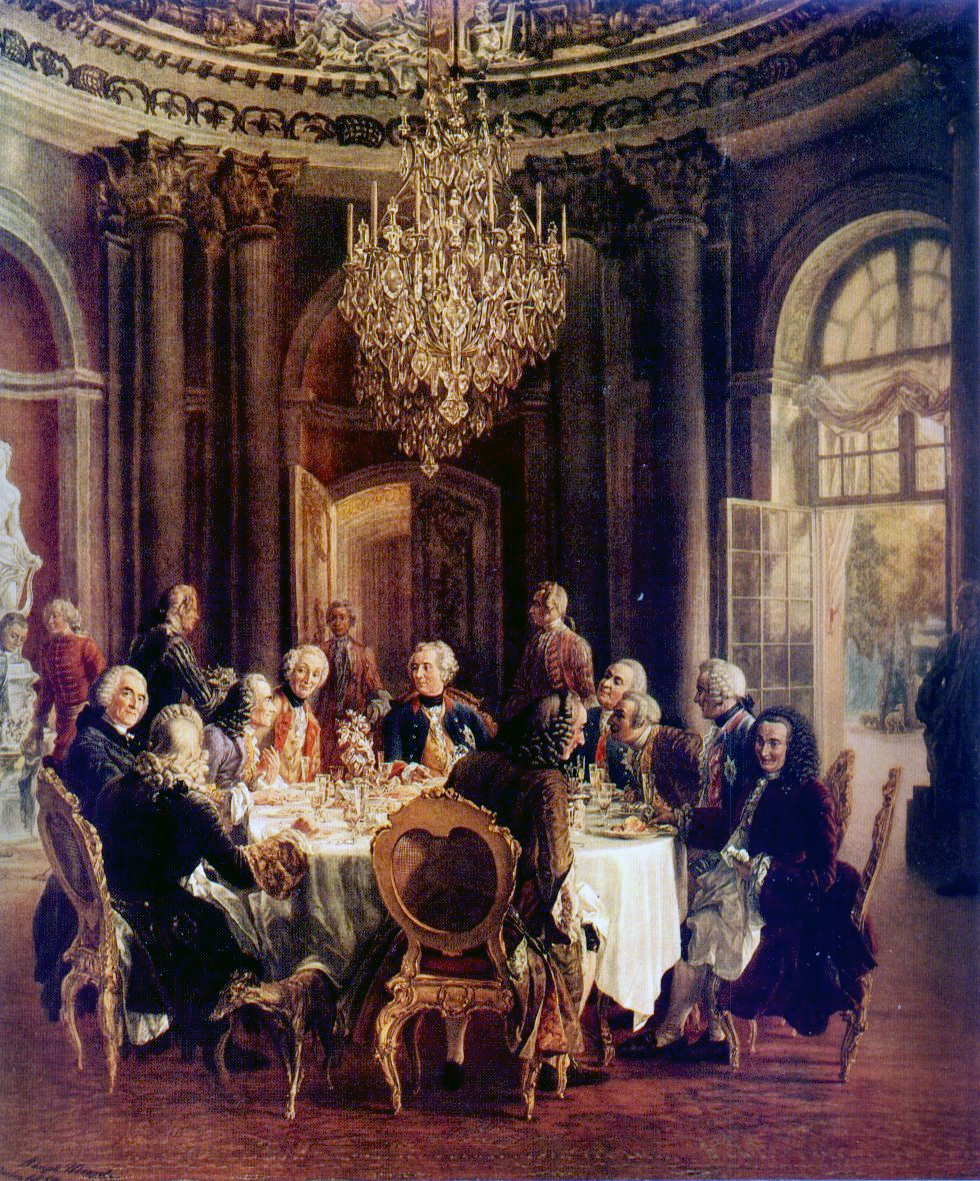
Voltaire (till vänster) och Fredrik II, vid dennes hov. Målning av Adolph von Menzel.

Under början av 1740-talet rörde sig Voltaire över några olika platser i Europa. De framgångsrika pjäserna Profeten Mahomet från 1742, där han framställde islams grundare Muhammed som en härsklysten bedragare, och Mérope från 1743, skrevs i Bryssel. Voltaire levde sedan ett tag som hovman. 1745 fick han en utnämning till kunglig historieskrivare, och hans livssituation blev därmed för ögonblicket säker både ekonomiskt och socialt. Samma år fick han en medalj av påven Benedictus XIV och dedicerade Profeten Mahomet till honom. Han skrev också underhållning och hyllningsdikter till hovet. Voltaire hade i åratal ansetts för Frankrikes främste författare, men först nu, våren 1746, blev han invald i Franska Akademien.
Efter madame du Châtelets död 1749 accepterade Voltaire 1751 en inbjudan från Fredrik II av Preussen som var en stor beundrare av romanförfattaren och dramatikern Voltaire, att komma till hans hov i Berlin. Där stannade Voltaire i tre år, trots att han inte hade riktigt rätt läggning för en hovdiktare, vare sig i personlighet eller i vad han skrev. Hans Ludvig XIV:s sekel måste tryckas i hemlighet, under ett annat författarnamn. Han kom även i konflikt med Pierre de Maupertuis, och med anledning av detta skrev han den fräna satiren Doktor Akakias stridsskrift som utgavs 1752. Skriften ledde till en konflikt inte bara med Maupertuis utan också med kung Fredrik, och boken förbjöds och brändes.

### Ferney

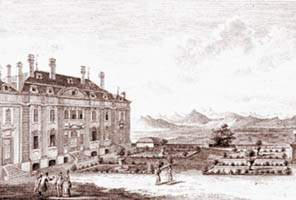
Voltaires hem i Ferney, sett från trädgårdssidan. Gravyr av Michel-Vincent Brangua.

När Voltaire lämnade Preussen, fick han inte tillåtelse att bosätta sig i eller ens besöka Paris eller dess omgivningar – på papperet inte ens i Frankrike. Han bodde ett tag på godset Les Délices strax utanför Genève, där han startade en egen privatteater och även själv framträdde på scenen. 1755 gav han till slut ut den kontroversiella Pucelle. I Genève började han en hövlig brevväxling med stadens mest berömda invånare, Jean-Jacques Rousseau. Med tiden kom de att utkämpa hårda strider med anledning av Voltaires skoningslösa kritik av kristendomen.
Genèves lagstiftning tillät inte teaterföreställningar över huvud taget, vilket Voltaire efter påstötningar fick foga sig i. Han sökte därför efter någonstans att slå sig ner där han skulle åtnjuta både Genèves politiska frihet och Frankrikes sociala frihet. I slutet av 1758 köpte han mark i Ferney, en halvmil från Genève men på fransk mark, och lät där bygga ett slott där han bodde resten av sitt liv. Härifrån utövade han ett oerhört inflytande på den europeiska opinionen, och många av tidens berömda och inflytelserika människor, däribland den svenske kungen Gustav III, vallfärdade till Ferney för att träffa Voltaire. Candide, det verk som eftervärlden främst förknippar med Voltaire, skrevs på Ferney delvis påverkad av Voltaires reaktion inför hur hans samtid reagerade på och tolkade jordbävningen i Lissabon några år tidigare. Då Voltaire nu satt tämligen säkert engagerade han sig starkare i offentliga kontroverser, och låg i ständig fejd i filosofiska och litterära frågor. En välkänd sågning är den av poeten markis Jean-Jacques Lefranc de Pompignans verk Poésies sacrées et philosophiques ("Heliga/sakrala och filosofiska dikter") med orden Sacrés ils sont, car personne n'y touche ("Heliga är de, för ingen rör vid dem"). Förutom dramatik, prosa, poesi och litteraturkritik skrev han otaliga brev till tidens statsmän, kulturpersonligheter och vetenskapsmän. Han blev något av sin tids samvete, som engagerade sig och ingrep i många fall av rättsövergrepp och religiösa förföljelser. Hans kampanj efter dödsdomen mot Jean Calas, en kalvinistisk präst som det katolska prästerskapet anklagade för att ha mördat sin son som tänkt konvertera till katolicismen, resulterade efter avrättningen av Calas i en ny undersökning som kom fram till att han var oskyldig. Andra fall som engagerade Voltaire var Pierre-Paul Sirven, en historia som i grunden liknade Calas' fast inget justitiemord faktiskt skedde, Espinasse, som blev dömd till galärerna för att ha inhyst en protestantisk präst, och Jean-François de la Barre och dennes vän Gaillard d'Etalonde, som till skillnad från la Barre kunde fly till Schweiz medan la Barre blev torterad och bränd på bål för att han inte tagit av sig hatten inför en religiös procession.

### Sista tid
Först 1778 fick Voltaire tillstånd att åter besöka Paris, och togs emot med fest och jubel. Strax därefter dog han i Paris, 83 år gammal. På grund av sin kritik mot kyrkan förvägrades han en begravning på kyrkans mark. Till slut begravdes han i ett kloster i distriktet Champagne. 1791 flyttades hans kvarlevor till den mest framträdande begravningsplatsen i Panthéon i Paris.
En vida spridd historia lät gällande att Voltaires kvarlevor 1814, med kyrkans goda öga, stulits av religiösa fanatiker som låtit kasta benen i en soptipp. Vid ett återöppnande av kistan 1897 låg dock kvarlevorna av Voltaire kvar där inne.

## Eftermäle och betydelse
Under sin livstid var Voltaire främst känd som en stor författare av tragedier. Idag är han mest känd för sin roman Candide, en satir över Gottfried Wilhelm von Leibniz' filosofi, och för ett stort antal aforismer. Han är också känd för sitt skarpa intellekt, sina skrifter inom filosofi och försvar för medborgerliga rättigheter såsom rätten till en rättvis rättegång och sin argumentation för religionsfrihet. Såsom satirisk polemiker använde han flitigt sin penna för att kritisera sin tids franska institutioner, religiösa dogmer i allmänhet och katolska kyrkans maktövergrepp i synnerhet. Han fick också sona sin vassa penna med flera perioder i fängelse och landsflykt. Särskilt i Frankrike är han ihågkommen och ärad som en modig debattör, som outtröttligt stred för medborgerliga rättigheter och som pekade på regimens hyckleri och orättvisor. Emellertid menar en del av hans kritiker, såsom Thomas Carlyle, att även om Voltaire var oöverträffad vad gäller litterär form har inte ens de mest genomarbetade av hans arbeten mycket substans och att han aldrig yttrade någon väsentlig idé som helt och hållet var hans egen.
Voltaire misstrodde demokrati, och såg demokratiska system som ett sätt att låta massornas dumhet breda ut sig. Han såg den franska borgarklassen som för liten och ineffektiv för att kunna åstadkomma någon förändring av samhället, aristokratin som parasitisk och korrumperad, de vanliga medborgarna som okunniga och vidskepliga, och kyrkan som en statisk kraft som endast var nyttig såsom balanserande motkraft mot monarkin. För Voltaire var det bara en upplyst monark som, med råd från filosofer – sådana som han själv – skulle kunna åstadkomma en förändring, eftersom det låg i den franske kungens intressen att förbättra Frankrikes makt och rikedom.
Voltaire var starkt emot den kristna tron. Han menade att evangelierna var uppdiktade och fulla av självmotsägelser och att Jesus inte existerat, utan att bägge var en produkt av dem som ville skapa Gud till sin egen avbild. De som försvarade kristendomen under Voltaires tid lät sig inte övertygas. De flesta undvek dock hellre hans verk än gick i polemik mot dem. Voltaire var dock inte ateist, utan var liksom många andra upplysningsfilosofer deist. Han trodde på en högre makt som skapat universum men som människan inte kan ha någon kunskap om, och som inte griper in i världsförloppet (se teodicéproblemet).

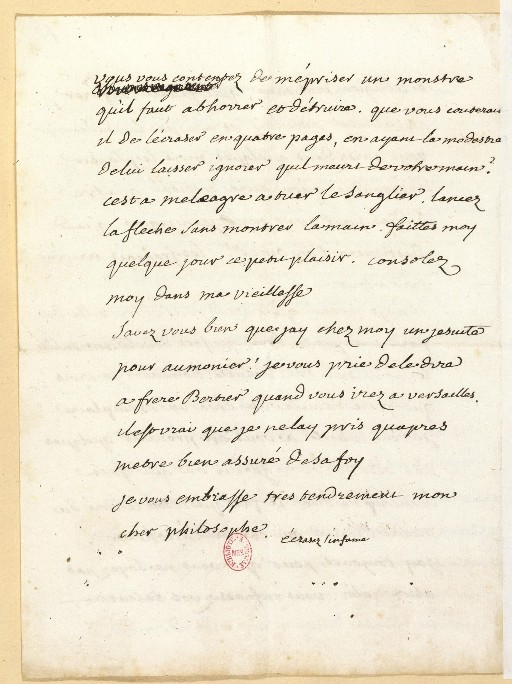
Text av Voltaire angående Jean Calas. Frasen écrasez l'infâme, "krossa den skändliga" längst ner. Han infogade ofta frasen, i sin helhet eller i förkortat skick, som avslutning på sina brev.

Voltaires texter, och särskilt hans privata brev, innehåller ständigt ordet l'infâme (den skändliga) och uttrycket écrasez l'infâme (krossa den skändliga). Vissa har menat att Voltaire med detta tillmäle syftade på Kristus, men det är troligtvis ett missförstånd. "Den skändliga" i Voltaires vokabulär behöver inte tolkas som just Gud, Kristus, eller kristendomen. Han syftade också på den samtida katolska kyrkans maktapparat, med dess privilegierade grupp av "rättänkande" med makt och rätt att förfölja dem som tyckte eller trodde annorlunda. Representanter för denna privilegierade grupp mötte Voltaire under sin levnad både i kyrkan och i andra maktsfärer, och han fick känna av deras makt när han tvingades i exil och när hans böcker konfiskerades. Det religiösa förtrycket i hans tids Frankrike drabbade personer som Jean Calas och Jean-François de la Barre vilket var något som engagerade Voltaire djupt.
Den stad, Ferney, där Voltaire bodde de sista 20 åren av sitt liv, blev 1878 till hans ära omdöpt till Ferney-Voltaire och hans hem har blivit museum. Hans eget bibliotek finns bevarat i det Ryska nationalbiblioteket i Sankt Petersburg.

## Verk
Voltaire var en produktiv författare som skrev i nästan alla litterära former: teaterpjäser, poesi, romaner, essäer, historiska och vetenskapliga verk, politiska pamfletter och över 20 000 brev.

### Dramatik
Voltaire skrev någonstans mellan 50 och 60 teaterpjäser, om även de oavslutade pjäserna räknas med. Under sin livstid gjorde han stor succé som pjäsförfattare. Med tanke på hans komiska talang är det lite ironiskt att han endast skrev en bra komedi, Nanine, men många bra tragedier. Två av dem, Zaire och Mérope, anses höra till de tio eller tolv bästa pjäserna inom den franska klassiska skolan.

### Romaner
Om Voltaires samtid kände honom som dramatiker, minns eftervärlden hans prosa bättre och främst då Candide. Hans romaner är i allmänhet skrivna i polemik, antingen mot kyrkan eller i politiskt eller något annat syfte. Candide betyder "troskyldig" på franska, och boken är en frän attack på naiv religiös och filosofisk optimism, inte minst mot Leibniz' tes att vi lever i den bästa av världar. En man värd fyrtio ecu (L'Homme aux quarante écus) och Zadig kritiserar olika företeelser i hans samtid medan andra av hans texter är rena smädeskrifter mot Bibeln. Författarens agenda blir dock inte påfrestande för läsaren, därtill är Voltaire alltför skicklig och formen passar honom alltför bra. I hans prosa framträder Voltaires främsta kvalitet, nämligen en ironi utan överdrifter. Hans språkbehandling är extremt enkel och behärskad, och han gör aldrig misstaget att stanna upp för länge vid sina poänger för att peka ut hur rolig han är. Candide är ett exempel på hans stil som mest fulländad. Tillsammans med Jonathan Swift lade Voltaire grunden för genren science fiction som filosofisk ironi, särskilt med Micromegas.

### Poesi
Voltaire visade tidigt en talang för att skriva vers, och hans första publicerade arbete var poesi. Han skrev två långa diktverk, Henriaden och Pucelle, och många småstycken som anses bättre än diktverken.

### Historia

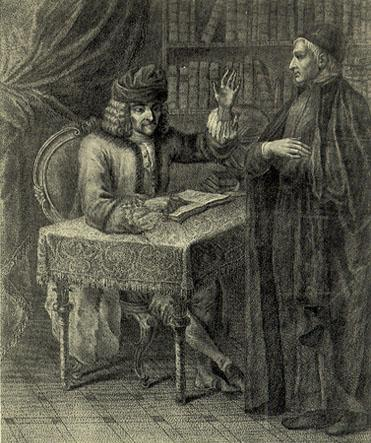
Voltaire och religionen. Gravyr av Lante, som visar Voltaires dispyt med kyrkan.

Bland hans historiska verk finns de två volymerna av Karl XII om den svenske kungen, liksom Ludvig XIV:s sekel (Le Siècle de Louis XIV), ett liknande verk om Ludvig XV, ett verk om den ryske tsaren Peter den store och ett flertal mindre verk. Hans bok om Karl XII kom att prägla bilden av den svenske kungen för lång tid framåt. I sina historiska verk tog han upp sociala och ekonomiska aspekter vilket gjorde honom till en föregångare inom historieskrivningen.

### Filosofi
Det främsta av Voltaires egentliga filosofiska arbeten är Dictionnaire philosophique ("Filosofiskt uppslagsverk") som innehåller de artiklar Voltaire skrev till den stora franska encyklopedin, plus flera stycken mindre. Verket innehåller kritik av franska politiska institutioner liksom mot Voltaires personliga fiender, men mest har verket sin udd riktat mot Bibeln och den katolska kyrkan. Arbetet är för ytligt för att kategoriseras som filosofiskt arbete av samma dignitet som Kant eller John Rawls, men innehåller skarpa och insiktsfulla observationer av konkreta problem.

### Andra verk
Voltaire var även verksam som litteraturkritiker. Som sådan är hans huvudsakliga verk Commentaire sur Corneille, fast han skrev åtskilligt mera av samma slag, såsom en skrift om Molière. I denna typ av texter framträder det att Voltaire inte var särskilt kunnig vad gäller hans eget språk och dess litteratur. I sin litteraturkritik visar denne 1700-talets revoltör mot begränsningar och konventioner i teologiska, etiska och politiska frågor upp ett begränsat och konventionellt sinnelag. En stor mängd svårklassificerade skrifter och pamfletter varav många i brist på bättre ord ofta kallas essäer visar Voltaire som en utmärkt journalist.

### Korrespondens
Voltaires korrespondens var enorm. Denna stora textmassa är givetvis den som bäst visar Voltaires personlighet. Genom hela brevmängden framträder en stor energi och mångsidighet, skickligt smicker när han väljer att smickra, skoningslös sarkasm när han väljer att vara sarkastisk, tämligen skrupellösa affärer, och stor beslutsamhet att ta till alla medel för att undkomma sina fiender.

## Åsikter och kontroverser

### Voltaire och antisemitism
Voltaire har anklagats för antisemitism då han skrev negativt om judar i allmänhet ur ett ateistisk perspektiv och på så sätt vara en av föregångarna mellan äldre tiders religiöst motiverade antisemism och den modernare dito. Som motargument har framförts att han med sedvanliga bitskhet angrep judendom och dess påverkan på troende judars tankesätt, på samma sätt som han angrep andra religioner, och att detta misstolkats som antisemitism. Voltaire anses allmänt vara en föregångare för ett tolerant synsätt på andra folk och kulturer.

### Frimureri
Voltaire invigdes i Frimurarorden en månad före sin död. Den 4 april 1778 ledsagades Voltaire av Benjamin Franklin till Loge des Neuf Soeurs i Paris och blev en lärling, möjligen endast för att tillfredsställa Franklin.

### Tillskrivna citat
Genom historiens gång har Voltaire tillskrivits många citat felaktigt.
Till exempel påstås det ofta att Voltaire skulle ha sagt "Jag ogillar vad du säger, men jag är beredd att gå i döden för din rättighet att säga det." ("I disapprove of what you say, but I will defend to the death your right to say it."). Detta är dock skrivet av Evelyn Beatrice Hall 128 år efter Voltaires död i hennes bok Voltaires vänner från 1906. Halls tanke med citatet var att sammanfatta Voltaires attityd gentemot Claude Adrien Helvétius och hans kontroversiella bok De l'esprit, men då citatet skrevs i första person singular så har detta missförståtts som varande ett faktiskt citat av Voltaire själv.

## I kulturen
Voltaire har fått nedslagskratern Voltaire på marsmånen Deimos uppkallad efter sig. Även Jonathan Swift har fått en krater på Deimos uppkallad efter sig, eftersom båda författarna förutspådde i sina böcker att Mars skulle ha månar innan de upptäcktes. Även asteroiden 5676 Voltaire är uppkallad efter Voltaire.

Candide, Skoklosters slotts bibliotek.